# Tiffany Tavernier
Pour les articles homonymes, voir Tavernier.
Tiffany Tavernier, née le 3 mai 1967 dans le 17e arrondissement de Paris, est une romancière, scénariste et assistante réalisatrice française.

## Biographie

### Enfance et formation
Tiffany Tavernier est la fille de la scénariste anglaise Colo Tavernier et du réalisateur Bertrand Tavernier. Sa mère la prénomme Tiffany en souvenir du film de Blake Edwards interprété par Audrey Hepburn, Diamants sur canapé, dont le titre original anglais est Breakfast at Tiffany's.
Son frère aîné, Nils Tavernier, né en 1965, est acteur et réalisateur.
Enfant, elle apparaît dans deux films de son père, L'Horloger de Saint-Paul et Des enfants gâtés, puis plus tard dans Un dimanche à la campagne.
À 17 ans, elle part en mission humanitaire en Inde.

### Carrière

#### Réalisation
Avec Dominique Sampiero, elle écrit en 1999 puis en 2004 les scénarios de deux films de Bertrand Tavernier : Ça commence aujourd'hui et Holy Lola. Ce dernier, qui raconte le parcours du combattant des couples désirant adopter, elle adapte le scénario en roman.
Elle écrit aussi des documentaires destinés à la télévision et au cinéma.

#### Écriture
Son premier roman, Dans la nuit aussi le ciel, paru en 1999, est inspiré de son expérience humanitaire en Inde, notamment dans les mouroirs de Calcutta,. Le roman raconte le voyage initiatique de Juliette, également 17 ans, en Inde.
Grande voyageuse, elle situe son second roman, L’Homme blanc, en Arctique, où elle a également séjourné.
Après Holy Lola publié en 2004, elle publie en 2008 À table !, un roman noir dans lequel elle mêle cuisine, vengeance et sexualité.
Elle publie un roman très autobiographique en 2015, Comme une image. Il évoque son enfance sur les plateaux de cinéma.
En 2016 sort une biographie sur l'exploratrice Isabelle Eberhardt.
Son roman, Roissy, est sélectionné pour le prix Femina 2018. Elle s'inspire de ses nombreux voyages en avion ainsi que d’un article britannique sur une femme sans domicile vivant dans l’aéroport de Londres-Heathrow,. Elle y dresse le portrait d’une femme allant d’un terminal à l’autre avec sa valise et qui s'invente une vie de voyageuse alors qu'elle ne montera jamais dans un avion.
En 2021, elle publie L'Ami, son neuvième roman. Elle y raconte l'histoire d'un homme quelconque dont la vie bascule quand il apprend que son voisin est un tueur en série, l'obligeant à se confronter à son passé. Il ne cesse en effet de se demander comment il a pu faire pour ne pas s'apercevoir que son unique ami était le mal incarné, question sur laquelle Tiffany Tavernier s'attarde principalement. « L’écrivaine signe un roman vrai et juste » écrit Zoé Courtois dans le journal Le Monde. En 2021, elle est finaliste du Grand prix RTL-Lire ainsi que du prix des Libraires,.
En 2024 sort En vérité, Alice qui raconte l'histoire d'une femme vivant sous l’emprise d’un homme manipulateur et violent. Elle est employée par le diocèse de Paris afin de préparer les dossiers des futurs saints.

### Vie personnelle
Elle est divorcée de Dominique Sampiero, avec qui elle a eu une fille, Olivia. Elle est reçue dans l'orthodoxie en 1994, et se remarie en 2012 dans ce cadre. Elle est membre du conseil de la paroisse Sainte-Geneviève-et-Saint-Martin.

## Filmographie

### Comme scénariste
- 1999 : Ça commence aujourd'hui de Bertrand Tavernier
- 2004 : Holy Lola de Bertrand Tavernier

### Comme assistante réalisatrice
- 1991 : La Vieille qui marchait dans la mer de Laurent Heynemann
- 1995 : Le RIF (série télévisée, épisode Cécile)
- 1996 : Salut cousin ! de Merzak Allouache
- 1997 : La Vie comme un dimanche de Roger Guillot (série télévisée)
- 1999 : Ça commence aujourd'hui de Bertrand Tavernier

## Romans
- Dans la nuit aussi le ciel, Paroles d'Aube, 1999, 224 p.Prix Gabrielle-d'Estrées
- L'Homme blanc, Flammarion, 2000, 187 p.
- Justice et Injustices, Nathan, 2001.
- À bras le corps, Flammarion, 2003, 323 p.
- Holy Lola (coécrit avec Dominique Sampiero), Feryane, 2005, 405 p.
- La Menace des miroirs, Le Cherche midi, 2006, 91 p.
- À table !, Éditions du Seuil, 2008.
- Isabelle Eberhardt : un destin dans l'islam, éditions Tallandier, 2017, 379 p.
- Roissy, Sabine Wespieser éditeur, 2018, 312 p.
- L'Ami, Sabine Wespieser éditeur, 2021, 262 p.
- En vérité, Alice, Sabine Wespieser éditeur, 2024, 286 p.